# 4855 Tenpyou
4855 Tenpyou eller 1982 VM5 är en asteroid i huvudbältet som upptäcktes den 14 november 1982 av de båda japanska astronomerna Hiroki Kōsai och Kiichirō Furukawa vid Kiso-observatoriet i Japan. Den är uppkallad efter tidsperioden Tenpyō i japansk tideräkning.
Asteroiden har en diameter på ungefär 4 kilometer.